# Наан (кибуц)
Наан — кибуц в Центральном округе Израиля.
Кибуц Наан был основан в 1930 году. Находится он в центре страны, в 5 минутах езды от города Реховот.
На территории кибуца находится завод ирригационных систем (поливальной техники). Также в кибуце занимаются выращиванием хлопка и цитрусовых.
Население кибуца составляют репатрианты из разных стран исхода.
Языки общения: иврит, французский, русский, испанский, английский.
Кибуц не является религиозным, но на территории есть синагога.
В кибуце действует ульпан (школа иврита для репатриантов), также для репатриантов имеется общежитие.

## Население
По данным Центрального статистического бюро Израиля, население на начало 2020 года составляло 1 717 человек.

## Развлечения
На территории кибуца есть паб, дискотека и бассейн.

## Образование
Школа, детский сад.

## Спорт
Большое футбольное поле, зал со спортивными тренажерами и баскетбольный зал.

## Прочее
Также имеется свой супермаркет и автобусная остановка, с которой каждую пятницу ходит бесплатный автобус в Реховот.